# Депью, Артур
Артур Депью (англ. Arthur Depew; 24 июля 1869, Клинтон, провинция Онтарио, Канада — 24 сентября 1940, Саут-Ориндж, штат Нью-Джерси, США) — американский органист, композитор и дирижёр. Двоюродный брат сенатора США Чонси Депью.
С шестилетнего возраста учился игре на фортепиано, в восемь лет впервые выступил как органист в воскресной школе. С 1882 г. учился игре на органе и теоретическим дисциплинам в Тринити-колледже в Торонто (ныне часть Торонтского университета) под руководством Артура Э. Фишера. В 1891 году окончил колледж, получив диплом британского образца после экзамена у английских преподавателей — Эдвина Мэтью Лотта, Эдмунда Харта Терпина и Эдварда Джона Хопкинса. Одновременно в течение пяти лет работал органистом в торонтской церкви Святого Андрея. С 1888 г. начал карьеру дирижёра, руководя оркестром в городке Шатокуа (штат Нью-Йорк).
В 1891 г. перебрался в Детройт, где занял должность органиста и хормейстера Первой пресвитерианской церкви. В 1896—1900 гг. возглавлял Детройтский симфонический оркестр — в этот ранний период своего существования скромный коллектив с небольшим бюджетом, дававший всего четыре концерта за сезон. Также преподавал орган, фортепиано и гармонию в музыкальной школе миссис Ханмер.
С 1904 г. жил и работал в Нью-Йорке, первоначально как органист концертного зала в супермаркете сети Wanamaker's на Бродвее. Затем работал в Плимутской церкви в Бруклине. В 1913 году стал первым органистом нового кинотеатра «Риджент-театр» (англ. Regent Theatre). С 1923 г. и до конца жизни органист реформистской голландской церкви Святого Николая (снесённой через несколько лет при строительстве Рокфеллер-центра).
Автор органных и хоровых сочинений.